# Kanton Mondoubleau
Mondoubleau is een voormalig kanton van het Franse departement Loir-et-Cher. Het kanton maakte deel uit van het arrondissement Vendôme tot het op 22 maart 2015 werd opgeheven en geheel werd opgenomen in het op die dag gevormde kanton Le Perche.

## Gemeenten
Het kanton Mondoubleau omvatte de volgende gemeenten:
- Arville
- Baillou
- Beauchêne
- Choue
- Cormenon
- Mondoubleau (hoofdplaats)
- Oigny
- Le Plessis-Dorin
- Saint-Agil
- Saint-Avit
- Saint-Marc-du-Cor
- Sargé-sur-Braye
- Souday
- Le Temple